# BoBo (gruppo musicale)
BoBo (组合S) è una boy band cinese formata da due membri, Jing Boran (井柏然T, 井柏然S) e Fu Xinbo (付辛博T, 付辛博S). I due divennero famosi dopo aver partecipato ad una competizione canora del 2007, inclusa nel programma televisivo My Hero (07加油！好男兒T, 07加油！好男儿S), nella quale Jing Boran arrivò al primo posto e Fu Xinbo al terzo. Nel 2008 i due pubblicarono il loro primo EP, Glory (光榮T, 光荣S), e poi l'album The Big World (世界之大T, 世界之大S). 
Sin dal loro debutto, hanno vinto diversi premi come "Migliori Artisti".
Nel 2008 si sono esibiti durante la pre-cerimonia di apertura delle Paralimpiadi. 
I due hanno anche dato avvio alle proprie carriere di attori nel 2008, quando Fu Xinbo ha recitato in I am Veeker (微客帝國T, 微客帝国S)  e Jing Boran in A Tribute to Stephen Chow (向周星馳致敬先T, 向周星驰致敬先S).

## Nota sul nome
A causa del fatto che entrambi i membri hanno il suono Bo nel loro nome (il Bo di Jing Boran viene trascritto in cinese semplificato come 柏, quello di Fu Xinbo come 博), il due suoni sono stati combinati per formare il nome BoBo.

## Riconoscimenti
2007 Competizione Nazionale My Hero
- Primo posto - Jing Boran
- Più Popolare - Jing Boran
- Terzo posto- Fu Xinbo
- Più Fotogenico - Fu Xinbo

2007 BQ
- Nuovo Artista più Popolare (primo posto) - Jing Boran
- Nuovo Artista più Popolare (secondo posto) - Fu Xinbo
- Migliori Idoli dell'Anno

2007 FM 917  Vacation Awards Ceremony
- Gruppo più Popolare
- Golden Melody - Glory

2007 QQ Starlight Ceremony
- Gruppo con le Maggiori Potenzialità

2007 Sina Internet Awards
- Gruppo più Popolare

2007 Music Radio Top Chinese Charts
- Gruppo più Popolare della Cina Continentale
- Golden Melody - Glory

2008 Festival Musicale degli Studenti Universitari
- Nuovi Artisti più Popolari